# كريستيانو فاسكونسيلوس
كريستيانو فاسكونسيلوس هو لاعب كرة قدم برتغالي في مركز الدفاع، ولد في 10 يوليو 1989 في فونشال في البرتغال. لعب مع C.S. Marítimo B ‏.

## وصلات خارجية
- كريستيانو فاسكونسيلوس على موقع قاعدة بيانات كرة القدم.إي يو (الإنجليزية)
- كريستيانو فاسكونسيلوس على موقع AS.com (الإسبانية)